# Llacs Mavora

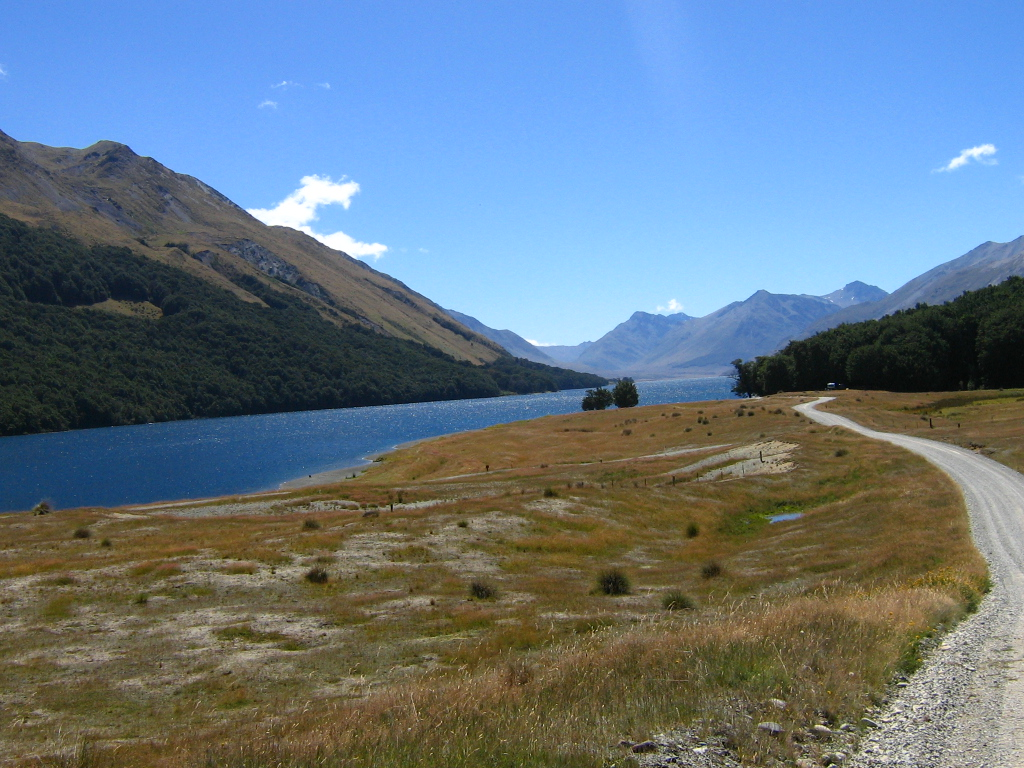
Fotografia del llac Mavora Nord

Els Llacs Mavora estan localitzats a l'Illa del Sud de Nova Zelanda. Són dos llacs anomenats Mavora Nord i Mavora Sud. L'àrea té un càmping rudimentari i és mantinguda pel Departament de Conservació de Nova Zelanda.
Allà es van rodar algunes escenes de la pel·lícula  El senyor dels anells: Les dues torres, del director neozelandès Peter Jackson, concretament aquelles que corresponien amb els límits del bosc de Fangorn, on els rohirrim ataquen un grup d'orcs que porten presoners als hobbits Merry i Pippin.